# Rob Savoye
Rob Savoye (...) è un programmatore statunitense, principale sviluppatore di Gnash.
Sviluppatore per il Progetto GNU, ha lavorato su Debian, Red Hat e decine di altri progetti liberi o open source. Fu tra i primi dipendenti di Cygnus Support, che è stato venduto a Red Hat nel 2001.